# Himba

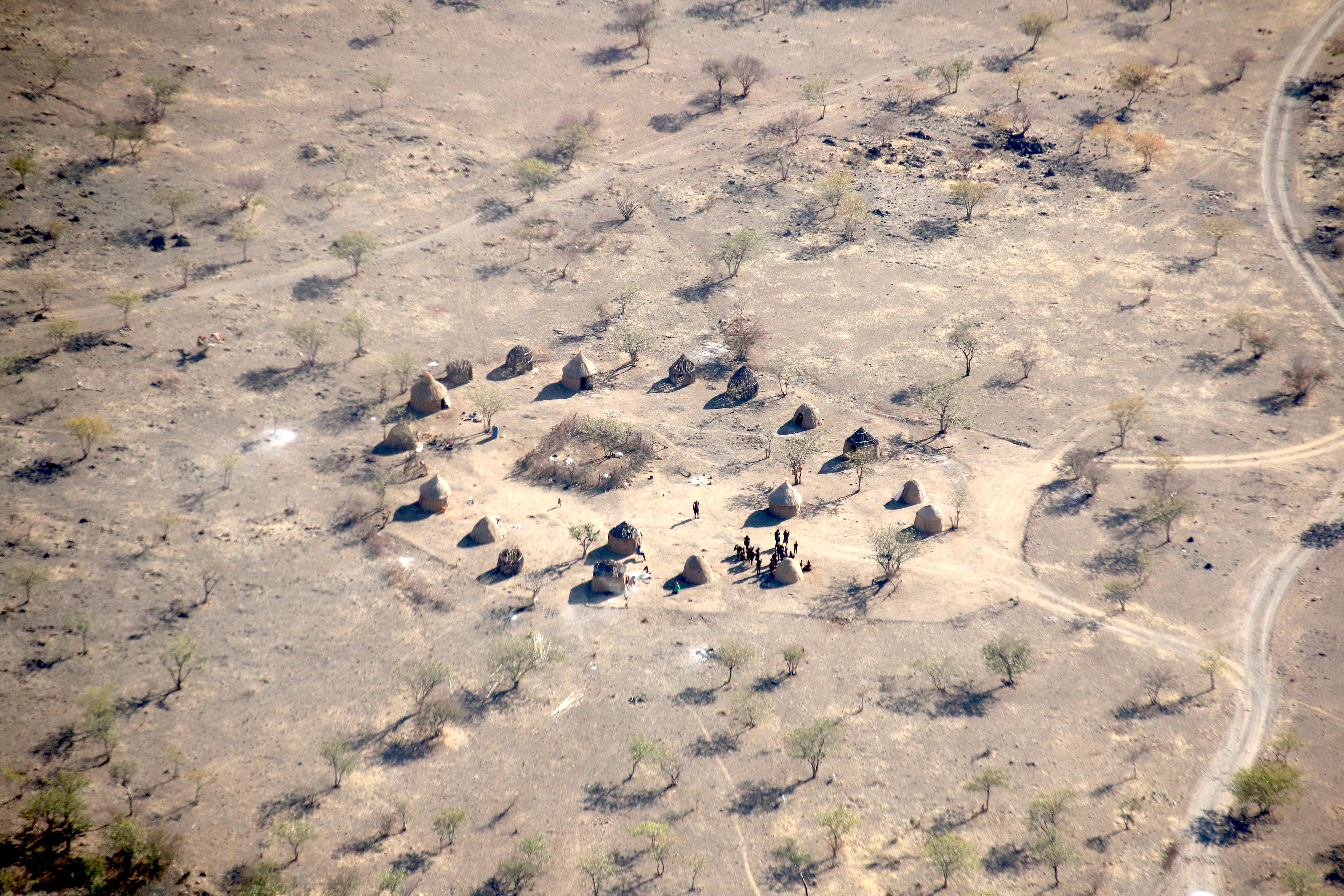
Himbadorf bei Khorixas (2018)

Als Himba, eigentlich OvaHimba bzw. Ovahimba (Himba ist Singular), bezeichnet man ein kulturell von den Herero unterscheidbares indigenes Volk bzw. Clan im Norden Namibias und im Süden Angolas. Die Himba gehören zur Sprachfamilie der Bantu. Etwa 35.000 Menschen soll dieses Hirtenvolk im Jahre 2023 umfasst haben, doch ist die Zugehörigkeit zu den Himba vielfach eine persönliche Entscheidung, die äußerlich unmittelbar erkennbar ist. Sie gelten als letztes (halb)nomadisches Volk Namibias, während sie sich in Angola mit dieser Lebensweise in der Gesellschaft der Vakuval(e) und der Mundimba befinden.

## Geschichte

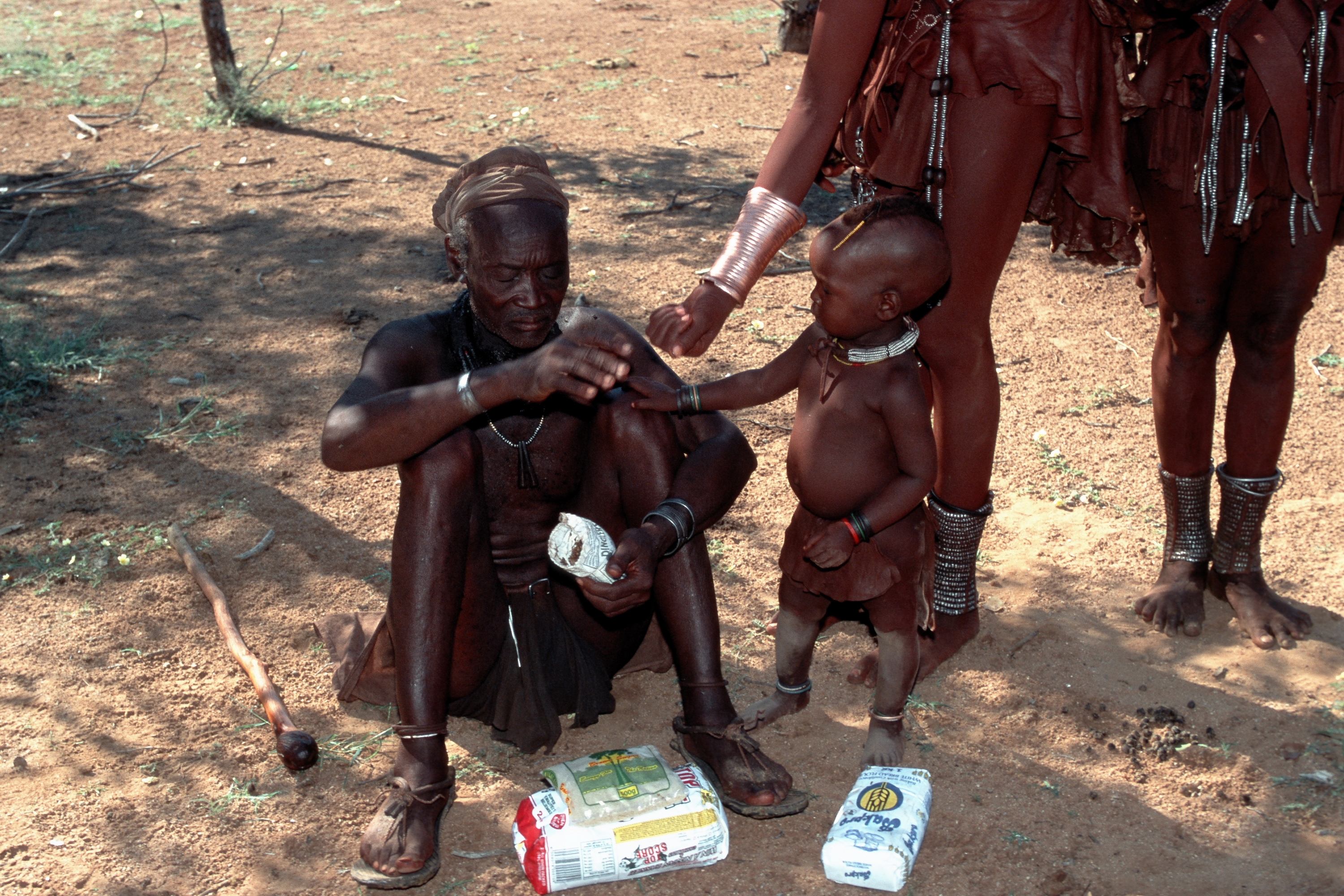
Ovahimba-Führer Kapuka John Thom und sein Enkel (2000)

Himba wanderten als Teil der historischen Herero im 15./16. Jahrhundert aus dem Betschuanaland (dem heutigen Botswana) in das heutige Namibia, ein kleiner Teil später auch in angrenzende Gebiete des heutigen Angola. In Namibia leben sie als nomadische Jäger und Sammler im Nordwesten, im Kaokoland am Kunene (zwischen Angola und den ehemaligen Homelands Owamboland und Damaraland). Die Bezeichnung „Himba“ erscheint in den Quellen jedoch erst erheblich später. Erstmals nannte sie der Missionar Heinrich Vedder so. Damit wurde keine ethnische Unterscheidung betont, sondern eine soziokulturelle, denn Sprache und Kultur teilten die Himba mit den Herero und den Ovatjimba. Letztere lebten zwar gleichfalls als Rinderhirten, doch waren sie weniger erfolgreich, die Herden der Himba waren erheblich größer. Tjimba wurde geradezu zu einer Bezeichnung für arme, erfolglose Hirten mit wenig oder gar keinem Vieh. Dies führte dazu, dass sich viele Tjimba als Himba bezeichneten und bald auch betrachteten. So kam es 1927 zur Feststellung, dass 63 % der Bevölkerung als Himba galten, aber nur noch 18 % als Tjimba. Als die Tjimba jedoch 1952 gegen ihre politische Marginalisierung protestierten, galten 47 % der Kaokoländer als Tjimba und nur noch 34 % als Himba. Dies war nicht nur Anzeichen eines veränderten Selbstbildes, sondern auch der Veränderung der Zugehörigkeit zum Land und seiner indigenen Bevölkerung. Dies richtete sich gegen die Vormacht der Herero.
Die von den übrigen Hererovölkern räumlich getrennten Siedlungsgebiete förderten eine getrennte Entwicklung, nicht zuletzt durch den Einfluss der Missionare auf die Herero und deren kriegerische Auseinandersetzungen mit den Nama. Die christianisierten Herero im Hereroland (im Umfeld von Okahandja, Windhoek und Otjimbingwe) unterschieden sich alsbald durch ihre Kleidung (die von der Ehefrau des Missionars Hahn „erfundene“, der viktorianischen Zeit entlehnte Herero-Tracht der Frauen hat hier ihren Ursprung) von ihren „heidnischen“ Brüdern und Schwestern im Kaokoland und betrachteten diese bald, und zum Teil bis heute, als zweitklassige Menschen, was die Trennung beschleunigte und vertiefte. Daher tragen Himba im Allgemeinen keine westliche Kleidung, ziehen die Körperbemalung vor und betonen den Haarschmuck. Umgekehrt ist es durch bloßes Wechseln dieser Gebräuche möglich, ein Herero zu werden.
Im 19. Jahrhundert sahen sich die Himba Raubzügen der aus dem Süden kommenden Herero ausgesetzt und gerieten zudem in den Krieg der Kolonialmacht mit den Herero (1904). Seit sie zudem 1897 von der Rinderpest betroffen waren, flohen viele von ihnen nach Angola, das der portugiesischen Kolonialmacht unterstand. In ihrer wirtschaftlichen Not versuchten sich die portugiesischen Gruppen im Anbau von Hirse und Sorghum. Dort beteiligten sie sich auch an kommerziellen Großwildjagden, was etwa zwischen 1870 und 1895 die riesigen Bestände dezimierte, und Viehdiebstahl. 
1907 wurde, um das Wild zu schützen, die nördliche Region Deutsch-Südwestafrikas mit Etoscha-Pfanne und dem Siedlungsgebiet der Himba zum Naturschutzgebiet erklärt. Viele Himba verließen Angola nach 1900 wieder, beschleunigt nach 1910 – vielleicht um ihre traditionelle Lebensweise zu schützen. Häuptling (chief) Kahengombe veranlasste mehrere Gruppen, wieder nach Süden zu ziehen. Um 1910 kehrte eine größere Himbagruppe unter ihrem Führer Muhona Katiti zurück, ihm folgte der Hereroführer Vita Tom, dessen Gruppe sich 1917 im Kaokoland niederließ, das er schon 1912 aufgesucht hatte. Die deutschen Kolonialbehörden förderten auch die Rückwanderung. Die Himba galten als mildes Volk, das man mit Taktgefühl leicht führen könne.
1923 wies ihnen Südafrika, das das Land über siebzig Jahre lang beherrschen sollte, ein Reservat zu. Das Kaokoland wurde in drei Reservate aufgeteilt. Dabei führte Vita Tom die Herero, Kahewa-Nawa die Tjimba und Muhona Katiti die Himba. Der Zensus von 1927 zeigt, dass Vita Tom 829 Anhänger hatte, Kahewa Nawa 378 und Muhona Katiti 426. Weitere 1549 Menschen ließen sich keinem der drei Chiefs zuordnen. Außerdem waren die rund 1200 Herero im südlichen Kaokoland nicht in diese Aufteilung einbezogen. Sie durften aber weder Handel treiben noch ihr Vieh frei weiden lassen. So verarmten die einst wohlhabenden Viehzüchter. Das sogenannte Homeland Kaokoveld (Kaokoland) erhielt noch nicht einmal eine eigene Regierung.
In den 1950er Jahren existierten zehn Councillor Headmen, die dem Kaokoland Tribal Council angehörten, dessen Versammlungen sie jedoch selten besuchten. Stattdessen herrschten in Opuwo die Herero vor, zumal der dortige Beamte annahm, dass die Himba-Headmen keine Kontrolle über ihr Volk hatten. 1952 kam es erstmals zu einer Beschwerde darüber, dass die Himba vielfach von ihrem Land vertrieben wurden.
Als in den achtziger Jahren Dürre und Krieg wüteten, stand die Kultur der Himba am Abgrund. Rund zwei Drittel ihres Viehbestandes (etwa 130.000 Tiere) verendeten. Viele Männer waren gezwungen, sich bei der südafrikanischen Armee anwerben zu lassen, und kämpften gegen die Guerrilleros, die für Namibias Unabhängigkeit kämpften.
Gleichzeitig mit dem Ende des Aufstandes und der Unabhängigkeitserklärung Namibias kam auch der Regen zurück, und die Viehbestände der Himba wuchsen wieder an.
Doch nun bedroht das Projekt eines gewaltigen Stausees am Kunene und die vorgesehene Überschwemmung ihres Landes die Himbabevölkerung. Die Kultur der Himba kann darüber hinaus durch Tourismus und Verkehrserschließungen überfordert werden und sie in das Schicksal zahlreicher anderer indigenen Völker einreihen: der Lethargie, dem Alkohol, der Prostitution und der sozialen Desintegration.
Seit der Unabhängigkeit Namibias hat sich die Ethnologie noch stärker als zuvor mit den Himba auseinandergesetzt, was dazu führte, dass man geradezu von einer „Himbanisation“ der namibischen Ethnologie sprach. Dabei galten die Himba als selbstgenügsame, isolierte aber erfolgreiche Hirten, die Tjimba als arme Jäger und Sammler und die Herero als der westlichen Zivilisation Anheimgefallene. Kaoko wurde spätestens in den 70er Jahren zu einem vor-kolonialen, ungezähmten Teil des Landes stilisiert, fernab von den Brutalitäten und Ungleichheiten der übrigen Kolonialwelt.

## Heutige Situation

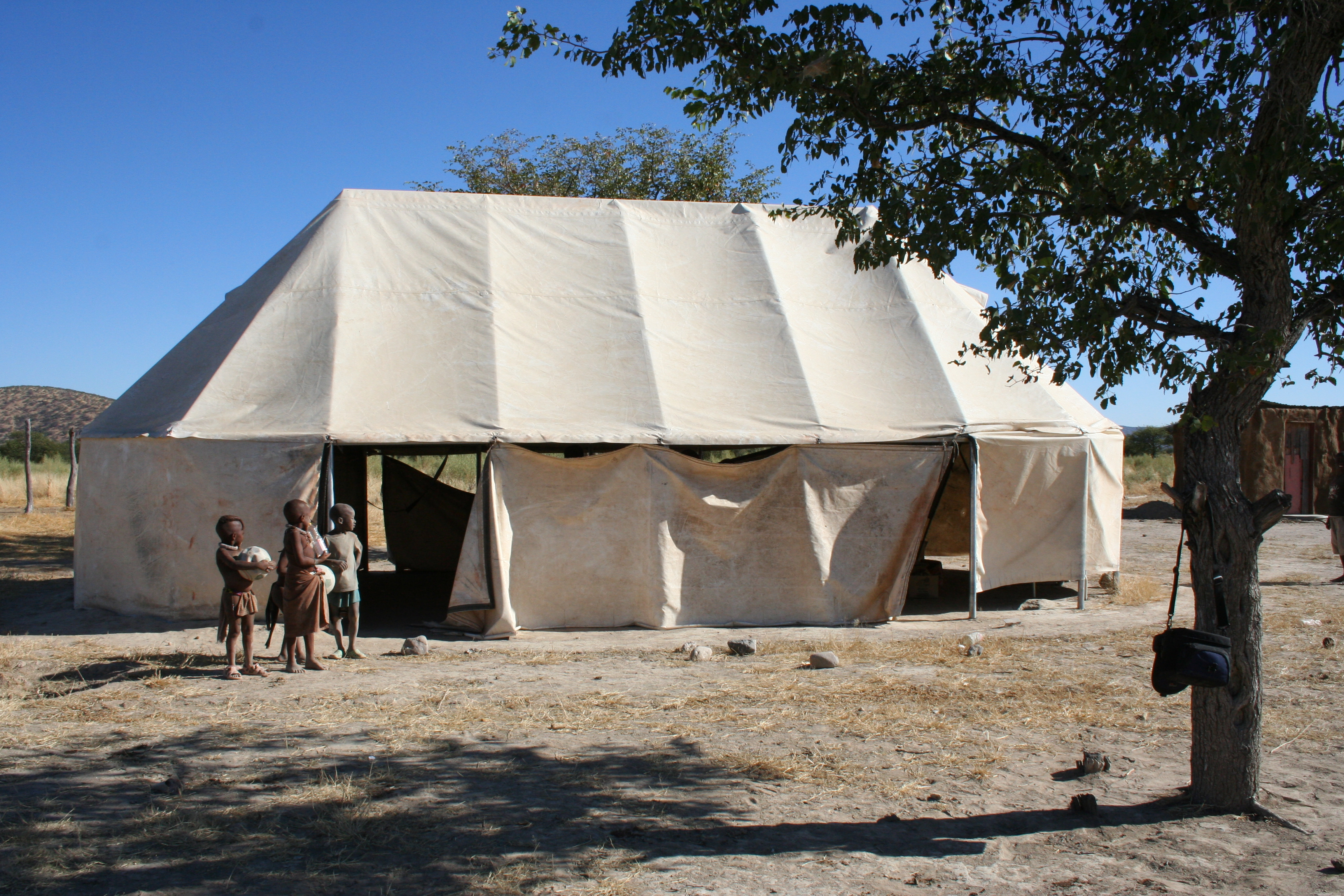
Mobile Schule (2009)

Die Himba gliedern sich in drei anerkannte traditionelle Verwaltungen:
- Kapika, bei Epupa
- Otjikaoko, bei Opuwo
- Vita (Thom) Royal House, bei Opuwo (ursprünglich reine Herero)

Himba in Namibia (man schätzt das Volk auf etwa 7000 Menschen) leben auch heute noch – vergleichsweise unberührt von der europäischen Zivilisation – in ihrer sich ständig anpassenden und verändernden Tradition als nomadisierende Viehzüchter, Jäger und Sammler vor allem im Kaokoland, aber auch auf der angolanischen Seite des Kunene. Viele leben ohne Personalausweis und Urkunde in materiell extrem einfachen Verhältnissen. Wohlhabend im herkömmlichen Sinn war dieser Bantu-Stamm nie, dennoch empfinden sich Himba als vermögend, wenn sie eine große Viehherde besitzen und die Ernte gut war. Vor rund 100 Jahren wurden seine Mitglieder von kriegerischen Nama überfallen und ausgeraubt. Sie mussten bei den Nachbarn um Almosen bitten und wurden daher „Himba“ genannt, was Bettler bedeutet.

## Menschenrechte
Gruppen der letzten verbliebenen Jäger und Sammler sollen (Stand 2012) in bewachten Lagern im nördlichen Teil der Kunene-Region in Namibia gehalten, trotz Beschwerden von den traditionellen Himbaführern, dass die Ovatwa dort ohne ihre Zustimmung und gegen ihren Willen festgehalten werden.
Im Februar 2012 unterzeichneten die traditionellen Himba-Führer zwei Deklarationen welche von Earth Peoples, einer internationalen Menschenrechtsorganisation, bei der Afrikanischen Union und den Vereinten Nationen eingereicht wurden.
In der Deklaration der am stärksten betroffenen Ovahimba, Ovatwa (eigentlich Ovatue), Ovatjimba und Ovazemba gegen den Orokawe Staudamm in den Baynes Bergen, wo nun 60 km unterhalb des früheren Standorts ein Staudamm gebaut werden soll, erklärten die regionalen Himba-Häuptlinge und -Gemeinden, welche in der Nähe des Kunene-Flusses und den Bannes-Bergen leben, ihren Protest und Einwände gegen den geplanten Staudamm. Die Deklaration der traditionellen Himba-Häuptlinge vom Kaokoland in Namibia wurde von allen Himba-Führern unterschrieben und listet eine ganze Reihe von Menschenrechtsverletzungen ihrer indigenen Rechte auf, welche ihrer Auffassung nach von der Regierung an den Himba verübt werden.
Daraufhin besuchte der Sonderberichterstatter der Vereinten Nationen über die Rechte der indigenen Völker, James Anaya, die Himba im September 2012 und notierte ihre Probleme und ihre Anliegen.
Am 23. November 2012 protestierten hunderte von Himba und Zemba in Okanguati, Epupa, gegen Namibias Pläne, einen Staudamm zu bauen.
Am 25. März 2013 protestierten über tausend Himba in Opuwo, um erneut auf die anhaltenden Menschenrechtsverletzungen aufmerksam zu machen. Sie drückten ihre Frustration darüber aus, dass ihre traditionellen Führer nicht als solche von der Regierung anerkannt werden. Zudem legten diese Einspruch gegen Pläne zum Bau des Orokawe-Damms in den Baynesbergen am Kunene, über kulturell unangemessene Bildung, über das Fehlen von Landrechten auf dem Gebiet, wo sie seit Jahrhunderten gelebt haben, und gegen die Umsetzung des Communal Land Reform Act, 2002 ein.

## Kultur

### Subsistenzwirtschaft
Die Himba züchten überwiegend Fettschwanzschafe und Ziegen, aber sie zählen ihren Reichtum in der Anzahl ihrer Rinder. Auch betreiben sie Ackerbau.
Eine wichtige Rolle spielen Kampferbaum und Mopane. So werden aus dem braunen Kampferbaum Holzgefäße, Löffel und die traditionellen Holzkopfkissen gefertigt. Das wasserhaltige, süße Mark des Baumes wird gekaut, ebenso wie das des schwarzen Kampferbaums. Der Mopane liefert neben Baumaterial auch biegsame Äste, die als Seile dienen. Dazu werden sie geschält und in Wasser gelegt.

### Mündliche Kultur, Tanz und Gesang

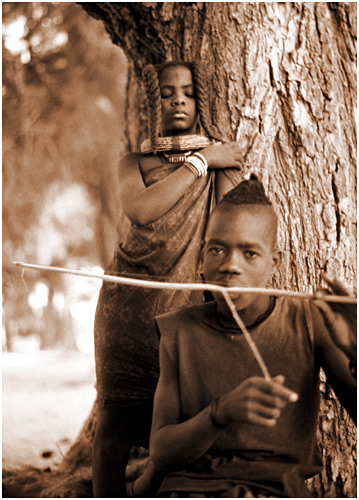
Mundbogen

Die Himba sind ein Volk mit einer oralen Tradition. Oft kommen sie zusammen, um gemeinsam zu tanzen und zu singen, wobei das Thema der oft spontan entstehenden Lieder die Gruppe über die Sorgen, Pläne oder Erfolge der Menschen in Kenntnis setzt.

### Herrschaft und Verantwortung

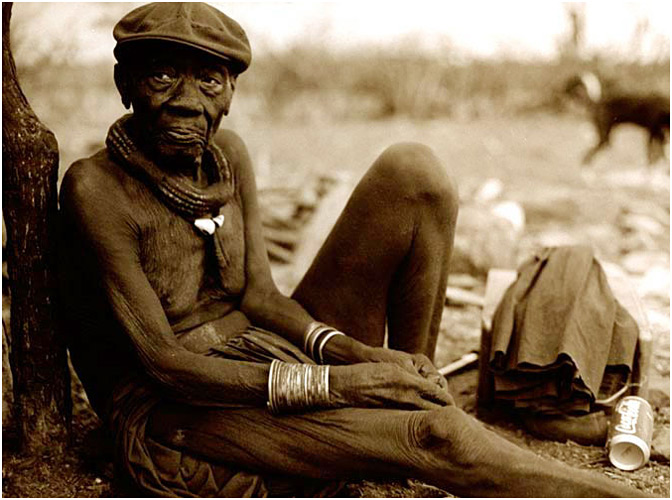
Headman

Die Distrikte der Himba unterstehen traditionell je einem als King (König) oder Chief (Häuptling) bezeichneten Mann, der jeden in seinem Bezirk wohnenden Menschen als zu seiner Familie gehörig betrachten sollte. Er hat die Aufgabe, Hunger und Durst von seinem Volk fernzuhalten, die Weidegründe zu verteilen und den Kontakt zu Regierungsstellen zu pflegen. Innerhalb der Gemeinde ist er für die Friedenswahrung und den Ausgleich verantwortlich, im Idealfall auch für die medizinische Versorgung und die Drogenbekämpfung, ebenso wie für die Bewahrung der Kultur. So ist er für Hochzeiten und Begräbnisse verantwortlich, ebenso wie für die Versorgung der Hinterbliebenen. Im Gegensatz zur Regierung in Windhoek beharren die Himba darauf, ihren Chief selbst zu wählen. Der Administrator in der Hauptstadt entscheidet über die Anerkennung oder Absetzung der Headmen.
Die Verbindung zum Volk stellen die Headmen her, die Beschwerden oder Vorschläge beim King vortragen. Eine ähnliche Aufgabe hat der Senior councilor. Diese Männer beraten den König, können ihn aber auch absetzen, wenn er sie nicht ausreichend über relevante Vorgänge informiert. Das Ideal ist der König, der nur ausnahmsweise in die Entscheidungsprozesse eingreift, es sei denn in Beratungen.

### Lebenszyklen, äußere Anzeichen

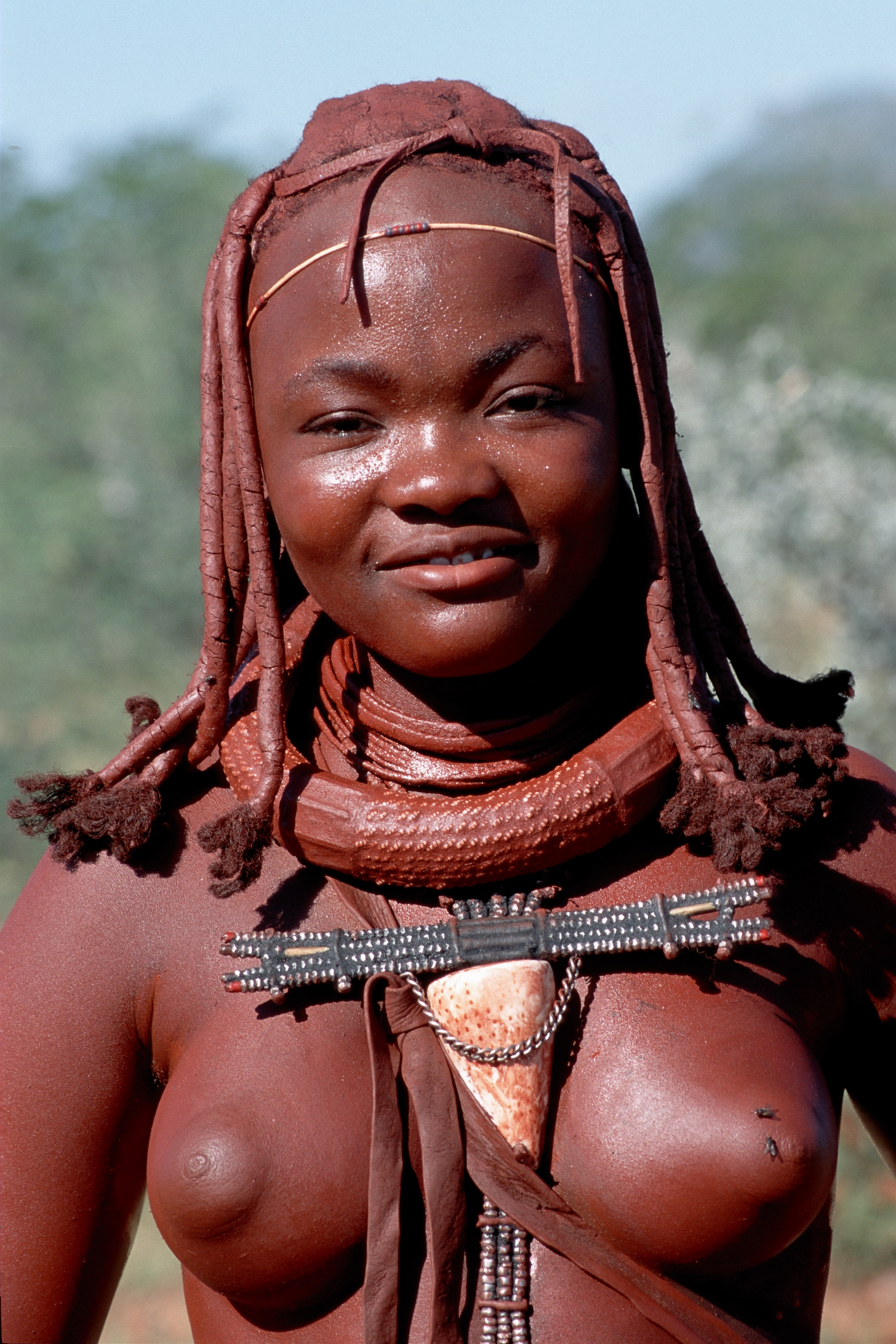
Unverheiratetes Mädchen

Ein besonderes Merkmal ist das Fehlen der unteren vier Schneidezähne, die in jungen Jahren herausgebrochen werden. Mit einem speziellen Holzstück werden die Zähne ohne Narkose herausgeschlagen, wobei im Anschluss die Blätter des Mopane-Baumes zu Schmerzstillung und Desinfektion verwendet werden. Im Laufe des Lebens ändert sich die äußere Erscheinung sowohl der Männer als auch der Frauen mit Blick auf Körperbemalung, Schmuck und Bekleidung.

#### Schmuck
Ihre Bekleidung – sowohl die der Männer wie die der Frauen – beschränkt sich auf den ersten Blick auf knappe Lendenschurze aus Kalbsleder und Fell und gelegentlich selbst angefertigte Sandalen (aus Autoreifen). Viel größere Bedeutung haben bei ihnen jedoch Haartracht und Schmuck, für deren Komplexität lange nur Ethnologen einen Blick hatten. Man kann z. B. an der Beintracht erkennen, wie viele Kinder eine Himba-Frau hat. An den Hand- und Fußgelenken tragen einige der Frauen Messingringe. Auch Halsbänder werden vielfach getragen, die eine symbolische Bedeutung haben. Frauen mit weißen Halsbändern sind noch ohne Kinder, Mütter tragen ein braunes. Muscheln, die von Händlern gegen Fleisch oder Leder getauscht werden, tragen die Frauen ebenfalls. Sie werden an die Töchter vererbt.

#### Haartracht
Die Frisuren bezeugen den sozialen Stand eines Gemeinschaftsmitglieds. Mädchen tragen ihr Haar vor der Pubertät in langen, mit Perlenschnüren verzierten und ins Gesicht fallenden Fransen; zu zwei zur Stirn gerichteten Zöpfen hingegen heiratsfähige junge Frauen. In überschulterlangen, gedrehten und mit Ocker eingeriebenen Flechten aus dem Gesicht gekämmt und mit Fellhaube geschmückt, präsentieren sich verheiratete Frauen. Trauernde tragen das Haar ungekämmt und offen. Nach der ersten Menstruation dürfen die Mädchen, die nunmehr als Frauen gelten, eine Lammhaut auf dem Kopf tragen.
Die jungen Männer tragen einen mittigen, nach hinten gerichteten Zopf, die Seiten werden ähnlich wie bei einem Irokesenschnitt abrasiert. Verheiratete Männer tragen zumeist ein schwarzes Kopftuch, auf das sie nur bei großer Trauer verzichten.
Dabei unterscheidet die Familien ein je eigener Stil.

#### Körperbemalung
Besonders auffällig ist die fettige Creme, mit der sich Männer wie Frauen einreiben. Sie verleiht ihnen nicht nur eine rote Hautfarbe, sondern schützt auch vor dem extrem heißen und trockenen Klima des Kaokolands und vor Stechmücken. Sie besteht aus Butterfett und Ockerfarbe, okra genannt. Der färbende Bestandteil im natürlichen roten Ocker ist das Eisenoxid, dazu kommt das aromatische Harz des Omuzumba-Strauches.

### Hausbau

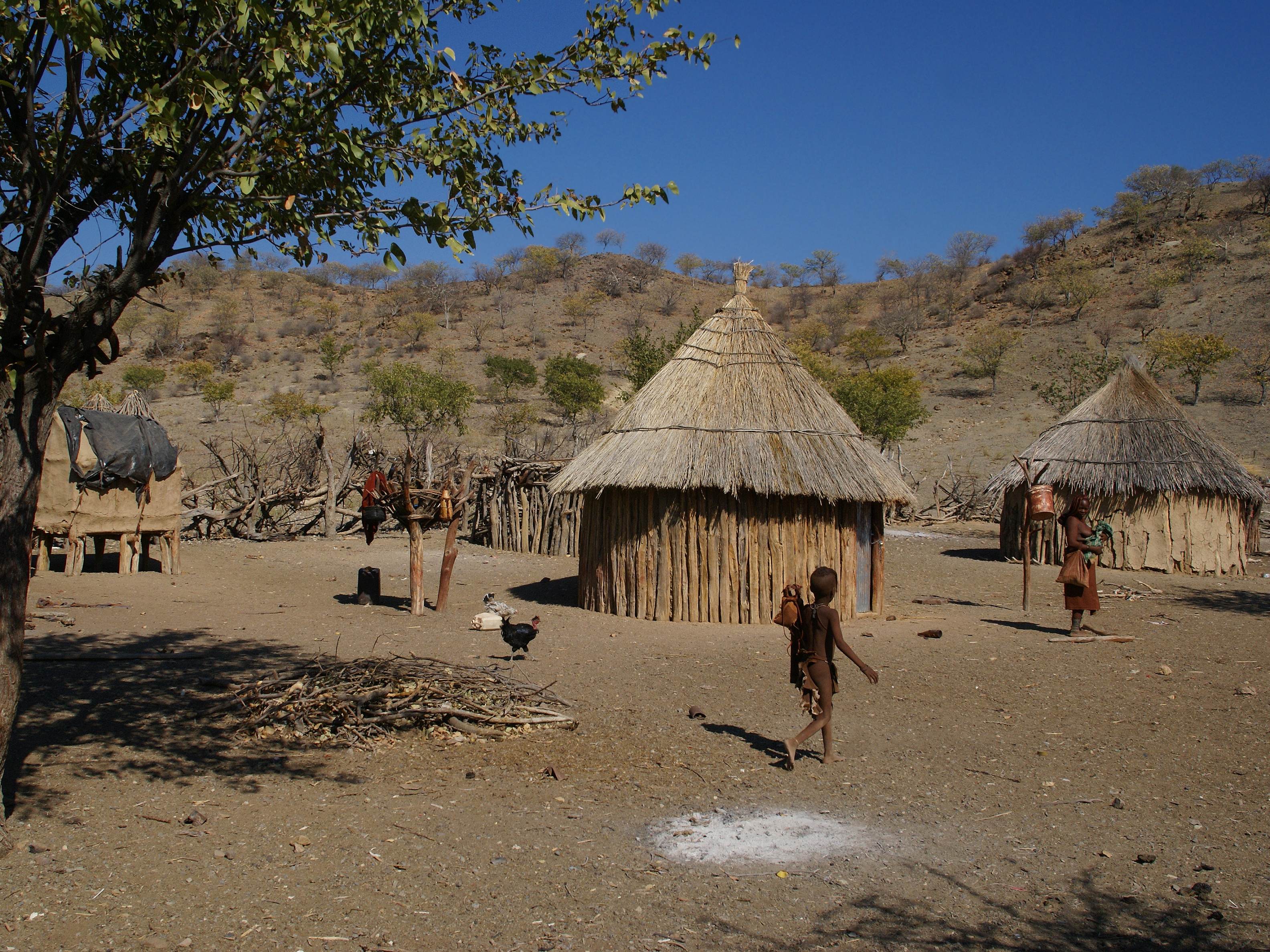
Zemba-Haus in Himba-Dorf

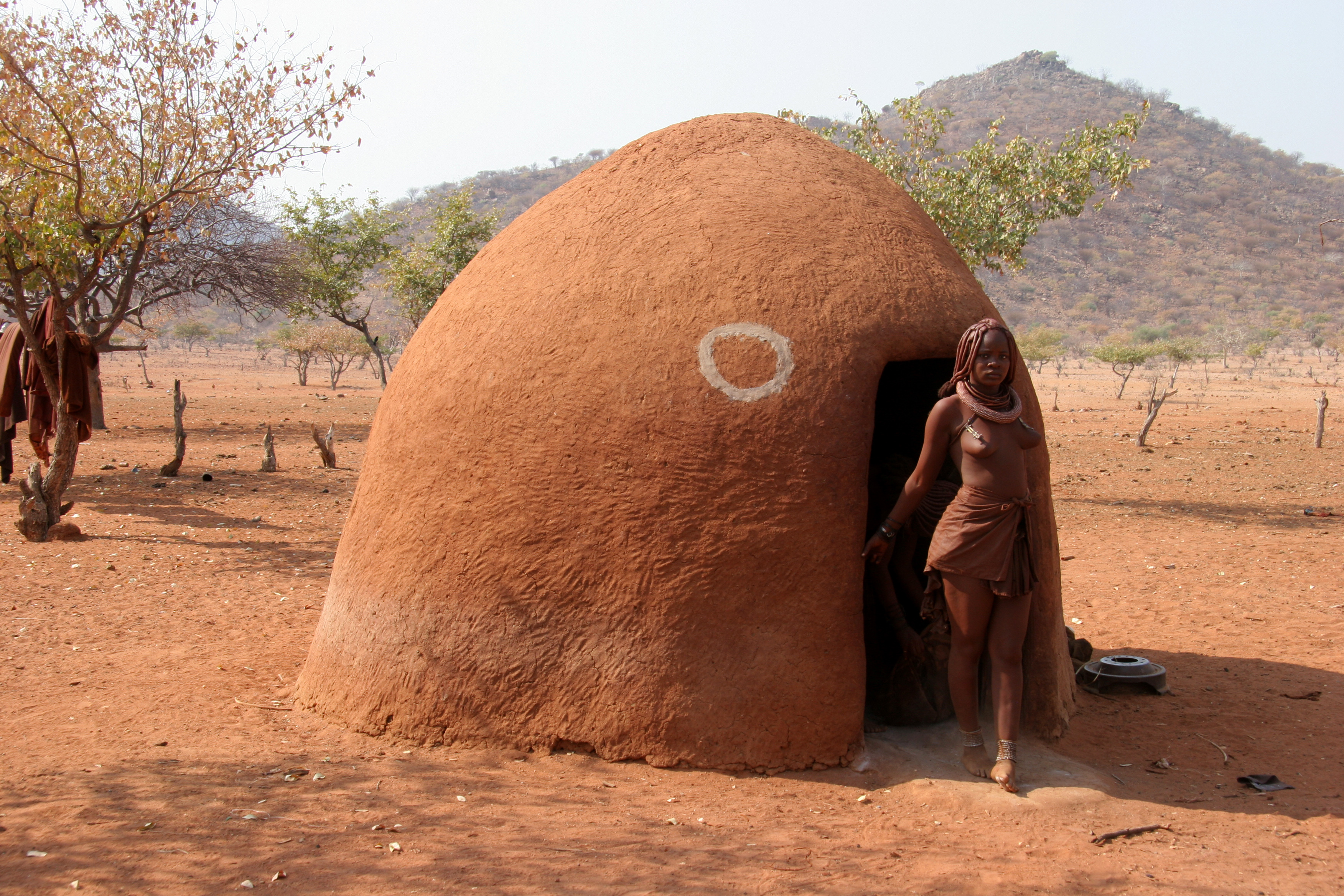
Haus

Die Häuser der Himba sind kegelförmig angelegt, und sie werden mit Palmblättern, Lehm und Dung gefertigt. Da die Himba mit ihrem Vieh regelmäßig zwischen den Gehöften umherziehen, sind einige Häuser nur während bestimmter Perioden bewohnt. Das Baumaterial wird vor allem aus dem Mopane-Baum gewonnen.

### Erbrecht
Während das Vieh an die Kinder der Schwester vererbt wird, erhalten die eigenen Kinder das Vieh des Onkels mütterlicherseits. Nur die „heilige Herde“, die geweihten Feuerstäbe und die Verantwortung für das heilige Feuer werden an den Sohn vererbt. Das Feuer darf nie verlöschen, da es die Verbindung zwischen den Lebenden und den Toten aufrechterhält.

### Subsistenzwirtschaft und Tourismus
Außer Viehzucht (Rinder, Ziegen und Fettschwanzschafe) und ein wenig Mais- und Kürbisanbau beschäftigen sich einige Himba-Männer mit der Fertigung einfacher Andenken und Werkzeuge, die sie direkt an Besucher verkaufen.
Insgesamt scheinen die Himba eine Wende eingeleitet zu haben: Hegegemeinschaften bestimmen über das Vieh und auch über den Tourismus. Es gibt mobile Schulen, in denen die Kinder Englisch lernen. Ihre Kultur hat viele Bedrohungen (Dürrekatastrophen und den Namibischen Befreiungskampf) überstanden und wird sich an manchen Stellen verändern – aber sie hat wieder eine Überlebenschance.
Anders ist die Situation der in der Umgebung von Opuwo verbliebenen Himba, der einzigen Stadt des Kaokolands.

### Sprache

Bezeichnungen für Farben in der Sprache der Himba, Namen sind englische Transkription

Die Sprache der Himba, das OtjiHimba (ein Dialekt des Herero) hat besondere wissenschaftliche Aufmerksamkeit erfahren. Insbesondere unterscheiden die Himba einerseits zwar zwischen feinen Grüntönen, andererseits aber nicht, wie europäische Sprachen, zwischen Grün und Blau. Die Himba zeigten in Versuchen Schwierigkeiten, die beiden Farben auseinanderzuhalten. Dieser Umstand wird als Argument für die Sapir-Whorf-Hypothese gesehen.

## Rundfunkberichte
- Jan-Philippe Schlüter: HIMBA-NOMADEN – Leben wie vor 500 Jahren, Deutschlandfunk – „Hintergrund“ vom 22. Juni 2014